# Чхиквта
Чхиквта (груз. ჩხიკვთა) — село в Грузии, на территории Тетрицкаройского муниципалитета края (мхаре) Квемо-Картли.

## География
Село находится в юго-восточной части Грузии, к югу от реки Алгети, на расстоянии приблизительно 4 километров (по прямой) к северо-востоку от города Тетри-Цкаро, административного центра муниципалитета. Абсолютная высота — 946 метров над уровнем моря.

## Население
По результатам официальной переписи населения 2014 года в Чхиквте проживало 147 человек (69 мужчин и 78 женщин). В национальной структуре населения грузины составляли 100 %.
| Год  | Население, человек |
| ---- | ------------------ |
| 2002 | 221                |
| 2014 | ↘ 147              |